# Säll är den som hoppas uppå Herren
Säll är den som hoppas uppå Herren är en psalm med text skriven 1889 av Emil Gustafson och musiken är en folkmelodi.

## Publicerad som
- Segertoner 1988 som nr 618 under rubriken "Efterföljd – helgelse".[1]